# 帕帕韋斯特雷島

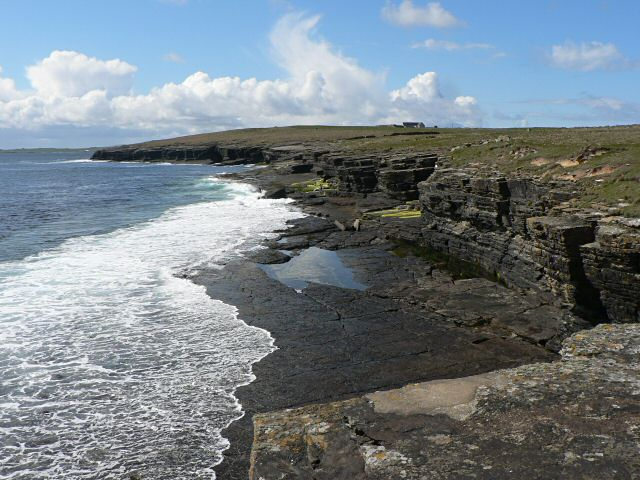
帕帕韦斯特雷岛东岸的悬崖

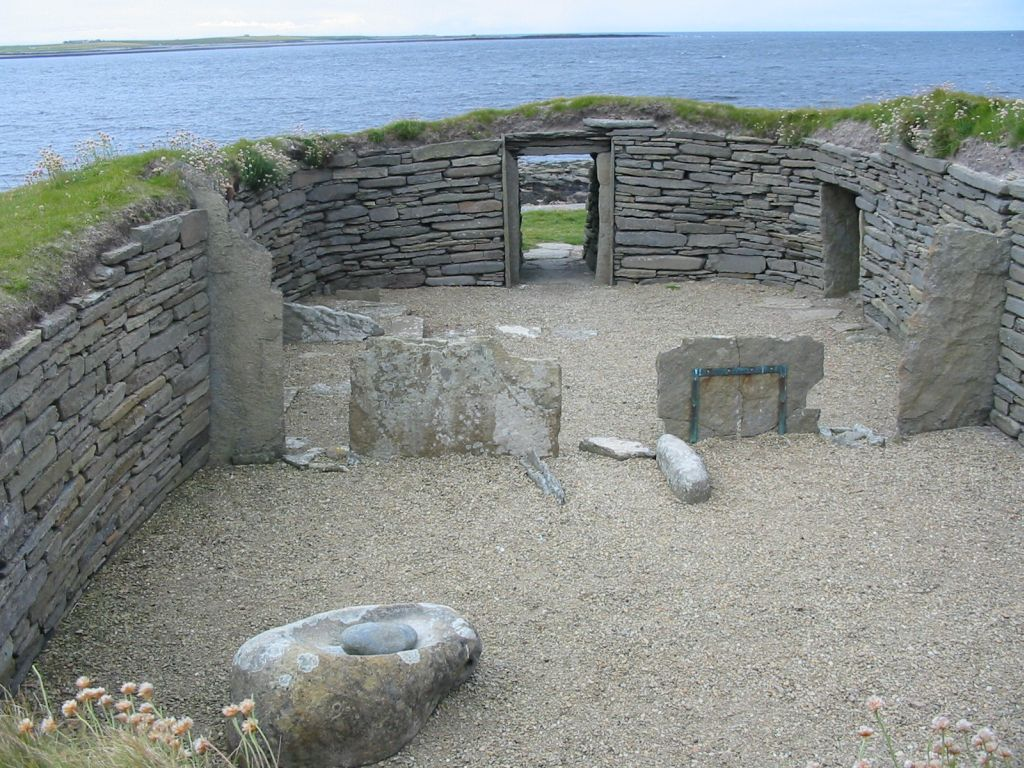
霍華爾丘陵上的古建築遺構，約在西元前2800至3200年建造

帕帕韦斯特雷岛（Papa Westray），或譯巴巴韋斯特雷島，是蘇格蘭的島嶼，位於大西洋海域，屬於奧克尼群島的一部分，長7公里、寬2公里，面積9.18平方公里，最高點海拔高度49米。
英國最後一隻大海雀據稱在1813年於該島被捕殺。島上曾經有居民數百人，到1990年代末只有54人，2011年普查人口為90人。BBC在2017年的一篇文章稱島上學校只有8名學生，最大的是12歲，更年長的學生需要到其它島嶼上學。
島上的帕帕韦斯特雷机场除了有洛根航空經營的航班連接梅恩蘭島的柯克沃爾機場外，更有定期航班連接韦斯特雷机场，兩個機場之間僅距1.7英里（2.7），航程（包括滑行時間）只需約兩分鐘，是世界上航程最短的定期航班。

## 外部連結
- http://www.papawestray.co.uk （页面存档备份，存于） Papa Westray
- http://www.rspb.org.uk/reserves/guide/n/papawestray/index.asp （页面存档备份，存于） RSPB North Hill, Papa Westray
- http://www.landart.ubahob.com/ （页面存档备份，存于） Land Art - Papa Westray project

59°21′N 2°54′W / 59.350°N 2.900°W